# Bitva u Voroněže
Bitva u Voroněže (rusky:Воронежско-Ворошиловградская операция) byla vojenským střetnutí během druhé světové války, ve kterém proti sobě bojovaly německé a maďarské jednotky na straně jedné a sovětské jednotky na straně druhé. Bitva se odehrávala v okolí strategicky důležitého města Voroněže na Donu ve dnech 28. června – 24. července roku 1942.
Po druhé bitvě o Charkov, v níž byla Rudá armáda poražena, se rozeběhla operace Blau, což bylo krycí jméno pro tažení Wehrmachtu na východ v roce 1942. Proti 4. německé pancéřové armádě pod velením Hermanna Hotha stála sovětská 40. armáda, které velel Nikolaj Fjodorovič Vatutin. Útok německých vojsk začal 28. června 1942. Německá vojska se pokoušela o obkličovací manévry, ovšem Rudá armáda už byla zkušenější, a tak po urputných bojích organizovaně ustupovala do dalších obranných pozic. Dne 4. července pronikly německé jednotky do předměstí Voroněže. Město se jim však po urputných bojích podařilo ovládnout teprve 13. července. Bitva však tímto neskončila, ústupové boje kombinované s protiútoky Rudé armády nadále trvaly. 24. července padl Rostov na Donu, čímž se zcela otevřely dveře k rozhodujícímu útoku na Stalingrad a na Kavkaz.